# Minoru Mochizuki
Minoru Mochizuki (Shizuoka, 7 d'abril de 1907 - Ais de Provença 30 de maig de 2003) va ser un dels introductors de l'Aikido a Europa i creador de l'escola Yoseikan.